# Mireille Drapel
Mireille Drapel (* um 1950) ist eine Schweizer Badmintonspielerin. 

## Karriere
Mireille Drapel gewann 1971 sowohl die nationalen Titelkämpfe im Damendoppel als auch die Swiss Open in der gleichen Disziplin. Acht weitere Schweizer Damendoppeltitel folgten bis 1983, alle gemeinsam mit Liselotte Blumer errungen.

## Sportliche Erfolge
| Saison | Veranstaltung                   | Disziplin   | Platz | Name                               |
| ------ | ------------------------------- | ----------- | ----- | ---------------------------------- |
| 1971   | Swiss Open                      | Damendoppel | 1     | Josée Carrel / Mireille Drapel     |
| 1971   | Schweizer Einzelmeisterschaften | Damendoppel | 1     | Mireille Drapel / Josée Carrel     |
| 1975   | Schweizer Einzelmeisterschaften | Damendoppel | 1     | Liselotte Blumer / Mireille Drapel |
| 1976   | Schweizer Einzelmeisterschaften | Damendoppel | 1     | Liselotte Blumer / Mireille Drapel |
| 1977   | Schweizer Einzelmeisterschaften | Damendoppel | 1     | Liselotte Blumer / Mireille Drapel |
| 1978   | Schweizer Einzelmeisterschaften | Damendoppel | 1     | Liselotte Blumer / Mireille Drapel |
| 1980   | Schweizer Einzelmeisterschaften | Damendoppel | 1     | Liselotte Blumer / Mireille Drapel |
| 1981   | Schweizer Einzelmeisterschaften | Damendoppel | 1     | Liselotte Blumer / Mireille Drapel |
| 1982   | Schweizer Einzelmeisterschaften | Damendoppel | 1     | Liselotte Blumer / Mireille Drapel |
| 1983   | Schweizer Einzelmeisterschaften | Damendoppel | 1     | Liselotte Blumer / Mireille Drapel |